# Thorstein Veblen

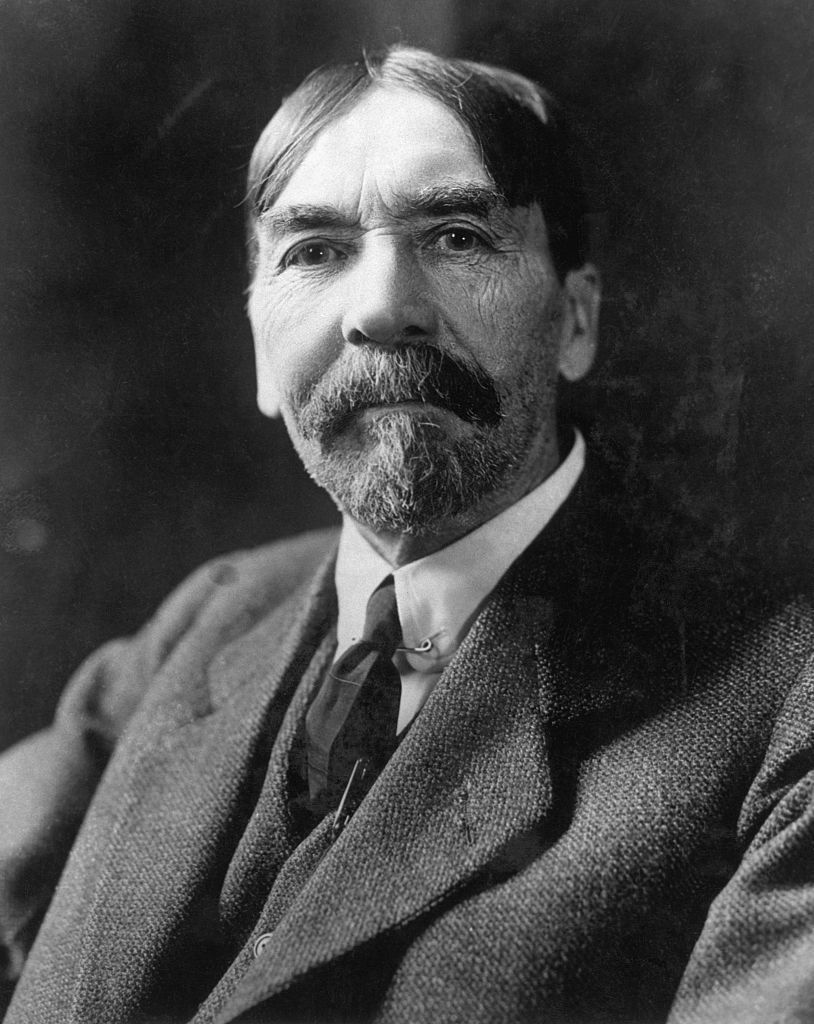

Thorstein Bunde Veblen, tên khai sinh Tosten Bunde Veblen (30 tháng 7 1857 - 3 tháng 8 1929) là một nhà xã hội học, kinh tế học người Mỹ gốc Na Uy, người cùng với John R. Commons đã sáng lập ra Thuyết định chế trong kinh tế học. Ông là một chuyên gia trong phân tích kinh tế Mỹ, chuyên đi phân tích các vấn đề trong kinh tế Mỹ và nổi tiếng với tác phẩm Lý thuyết về giai cấp nhàn rỗi (1899) (The Theory of the Leisure Class) (1899).

## Tiểu sử

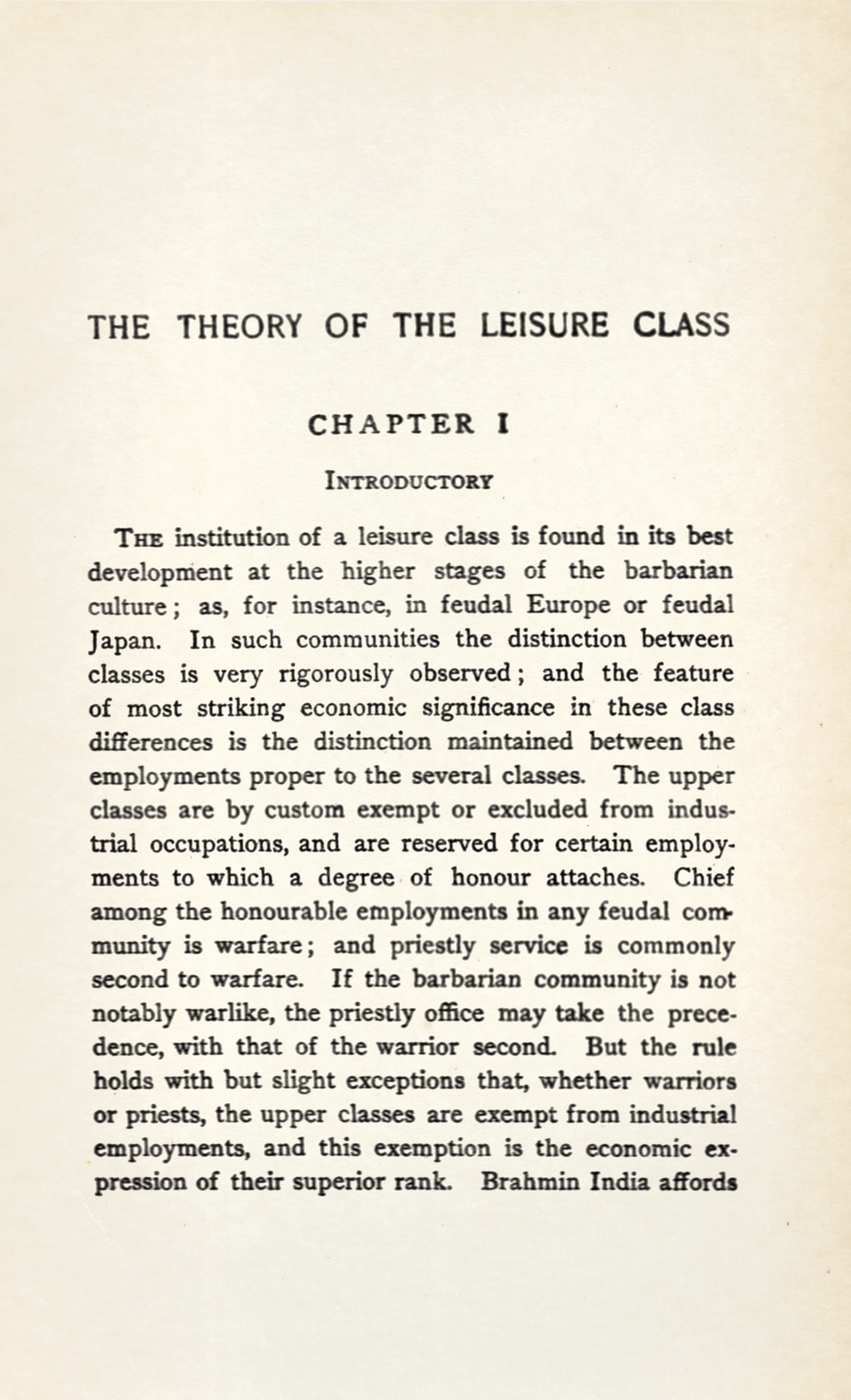
Theory of the leisure class, 1924

Veblen sinh tại Cato, Wisconsin, có bố mẹ là người Na Uy nhập cư. Dù tiếng Na Uy mới là ngôn ngữ mẹ đẻ của ông nhưng ông cũng có học tiếng Anh qua hàng xóm và nhà trường từ khi 5 tuổi.
Ông giành được bằng tú tài văn chương tại Cao đẳng Carleton (1880), dưới sự chỉ dẫn của John Bates Clark, một nhà kinh tế học hậu cổ điển của Mỹ. Sau đó ông thực tập tại Đại học Johns Hopkins dưới sự chỉ bảo của Charles Sanders Peirce, nhà sáng lập chủ nghĩa thực dụng trong triết học, sau đó ông nhận bằng tiến sĩ tại Đại học Yale năm 1884, dưới sự hướng dẫn của William Graham Sumner. Bài luận văn của ông đã đoạt giải John Addison Porter trong năm đó.
Từ 1891 tới 1982, sau 6 năm dành thời gian nghiên cứu tại trang trại gia đình để chữa trị bệnh sốt rét, Veblen tiếp tục theo học ngành kinh tế tại Đại học Cornell dưới sự chỉ dẫn của James Laurence Laughlin.
Năm 1892, ông trở thành giáo sư tại Đại học Chicago, khi đó mới thành lập, tiếp đó ông giữ chức phó tổng biên tập tạp chí Journal of Political Economy. Năm 1906, ông được bổ nhiệm tại Đại học Stanford, sau đó cũng ra đi vì ông bị cho là đã "tán tỉnh phụ nữ". Tiếng xấu này đã theo ông nhiều năm sau đó.
Năm 1911, Veblen gia nhập khoa của Đại học Missouri, tại đây ông nhận được sự ủng hộ của Herbert Davenport, trưởng khoa xã hội học. Dù không thích lối sống ở Columbia, Missouri, Veblen vẫn ở tại đó cho tới năm 1918. Trong năm đó, ông chuyển tới New York làm biên tập cho tờ The Dial. Tới năm 1919, cùng với Charles Beard, James Harvey Robinson và John Dewey, Veblen đã thành lập một ngôi trường dành cho nghiên cứu xã hội (ngày nay gọi là The New School). Từ 1919 tới 1926, ông tiếp tục tham gia vào các hoạt động tại The New School. The Engineers and the Price System được viết vào thời gian này. The Engineers and the Price System was written during this period.
Năm 1927, Veblen trở lại căn nhà ông sở hữu ở Palo Alto và qua đời tại đó năm 1929. Ông mất 3 tháng trước khi xảy ra sự đổ vỡ của thị trường chứng khoán Mỹ, mà sau đó đã dẫn đến cuộc Đại suy thoái.

## Các tác phẩm chính của Thorstein Veblen
- "Kant's Critique of Judgement", 1884, Journal of Speculative Philosophy.
- "Some Neglected Points in the Theory of Socialism", 1891, Annals of AAPSS.
- "Bohm-Bawerk's Definition of Capital and the Source of Wages", 1892, QJE. Lưu trữ ngày 9 tháng 6 năm 2007 tại Wayback Machine
- "The Overproduction Fallacy", 1892, QJE.
- "The Food Supply and the Price of Wheat", 1893, JPE.
- "The Army of the Commonweal", 1894, JPE.
- "The Economic Theory of Women's Dress", 1894, Popular Science Monthly.
- "Review of Karl Marx's Poverty of Philosophy", 1896, JPE.
- "Review of Werner Sombart's Sozialismus", 1897, JPE.
- "Review of Gustav Schmoller's Über einige Grundfragen der Sozialpolitik", 1898, JPE.
- "Review of Turgot's Reflections", 1898, JPE.
- "Why is Economics Not an Evolutionary Science?", 1898, QJE. Lưu trữ ngày 19 tháng 5 năm 2017 tại Wayback Machine
- "The Beginnings of Ownership", 1898, American Journal of Sociology. Lưu trữ ngày 9 tháng 6 năm 2007 tại Wayback Machine
- "The Instinct of Workmanship and the Irksomeness of Labor", 1898, American Journal of Sociology. Lưu trữ ngày 9 tháng 6 năm 2007 tại Wayback Machine
- "The Barbarian Status of Women", 1898, American Journal of Sociology. Lưu trữ ngày 9 tháng 6 năm 2007 tại Wayback Machine
- The Theory of the Leisure Class: an economic study of institutions, 1899. Lưu trữ ngày 9 tháng 6 năm 2007 tại Wayback Machine
- "The Preconceptions of Economic Science", (1899,1900), QJE. Part 1 Lưu trữ ngày 2 tháng 7 năm 2017 tại Wayback Machine, Part 2 Lưu trữ ngày 21 tháng 3 năm 2017 tại Wayback Machine, Part 3 Lưu trữ ngày 3 tháng 12 năm 2016 tại Wayback Machine.
- "Industrial and Pecuniary Employments", 1901, Publications of the AEA. JSTOR
- "Gustav Schmoller's Economics", 1901, QJE.
- "Arts and Crafts", 1902, JPE.
- "Review of Werner Sombart's Der moderne Kapitalismus", 1903, JPE.
- "Review of J.A. Hobson's Imperialism", 1903, JPE.
- "An Early Experiment in Trusts", 1904, JPE.
- "Review of Adam Smith's Wealth of Nations", 1904, JPE.
- Theory of Business Enterprise, 1904. Lưu trữ ngày 18 tháng 5 năm 2007 tại Wayback Machine
- "Credit and Prices", 1905, JPE. JSTOR
- "The Place of Science in Modern Civilization", 1906, American J of Sociology. JSTOR
- "Professor Clark's Economics", 1906, QJE.
- "The Socialist Economics of Karl Marx and His Followers", (1906 Lưu trữ ngày 9 tháng 6 năm 2007 tại Wayback Machine,1907 Lưu trữ ngày 9 tháng 6 năm 2007 tại Wayback Machine), QJE.
- "Fisher's Capital and Income", 1907, Political Science Quarterly. Lưu trữ ngày 9 tháng 6 năm 2007 tại Wayback Machine
- "The Evolution of the Scientific Point of View", 1908, University of California Chronicle.
- "On the Nature of Capital", 1908, QJE. JSTOR
- "Fisher's Rate of Interest", 1909, Political Science Quarterly. Lưu trữ ngày 9 tháng 6 năm 2007 tại Wayback Machine
- "The Limitations of Marginal Utility", 1909, JPE. Lưu trữ ngày 11 tháng 5 năm 2007 tại Wayback Machine
- "Christian Morals and the Competitive System", 1910, International J of Ethics. JSTOR
- "The Mutation Theory and the Blond Race", 1913, Journal of Race Development.
- "The Blond Race and the Aryan Culture", 1913, Univ of Missouri Bulletin
- The Instincts of Worksmanship and the State of the Industrial Arts, 1914.
- "The Opportunity of Japan", 1915, Journal of Race Development.
- Imperial Germany and the Industrial Revolution, 1915. Lưu trữ ngày 30 tháng 6 năm 2007 tại Wayback Machine
- An Inquiry Into The Nature Of Peace And The Terms Of Its Perpetuation by Veblen tại Dự án Gutenberg, pdf Lưu trữ ngày 30 tháng 6 năm 2007 tại Wayback Machine
- "On the General Principles of a Policy of Reconstruction", 1918, J of the National Institute of Social Sciences.
- "Passing of National Frontiers", 1918, Dial.
- "Menial Servants during the Period of War", 1918, Public.
- "Farm Labor for the Period of War", 1918, Public.
- "The War and Higher Learning", 1918, Dial.
- "The Modern Point of View and the New Order", 1918, Dial.
- The Higher Learning In America: A Memorandum On the Conduct of Universities By Business Men, 1918. Lưu trữ ngày 7 tháng 5 năm 2007 tại Wayback Machine
- The Vested Interests and the Common Man, 1919. Lưu trữ ngày 9 tháng 6 năm 2007 tại Wayback Machine, pdf Lưu trữ ngày 30 tháng 6 năm 2007 tại Wayback Machine
- "The Intellectual Pre-Eminence of Jews in Modern Europe", 1919, Political Science Quarterly. JSTOR
- "On the Nature and Uses of Sabotage", 1919, Dial.
- "Bolshevism is a Menace to the Vested Interests", 1919, Dial.
- "Peace", 1919, Dial.
- "The Captains of Finance and the Engineers", 1919, Dial.
- "The Industrial System and the Captains of Industry", 1919, Dial.
- The Place of Science in Modern Civilization and other essays, 1919. Lưu trữ ngày 30 tháng 6 năm 2007 tại Wayback Machine, also at Google Books
- "Review of J.M.Keynes's Economic Consequences of the Peace, 1920, Political Science Quarterly. JSTOR
- The Engineers and the Price System, 1921. Lưu trữ ngày 13 tháng 11 năm 2012 tại Wayback Machine
- Absentee Ownership and Business Enterprise in Recent Times: the case of America, 1923.
- "Economic theory in the Calculable Future", 1925, AER. JSTOR
- "Introduction" in The Laxdaela Saga, 1925.
- Essays in Our Changing Order, 1927.